# Marianne Pirker
Marianne Pirker (* 27. Januar 1717; † 10. November 1782 in Eschenau; auch Marianne Pyrker oder Anna Maria Pyrker) war eine deutsche Opernsängerin (Sopran).

## Leben
Marianne Pirker war eine gebürtige von Geyereck bzw. Geiereck. Sie heiratete im Jahre 1735 den österreichischen Geiger Joseph Franz Pirker. Von 1744 bis 1747 trat sie als Opernsängerin in Italien auf. 1747 wurde sie, gemeinsam mit ihrem Mann als erstem Geiger und Kapellmeister, an den Londoner Hof berufen. Christoph Willibald Gluck holte das Paar 1748 als Teil der Mingotti-Truppe an den königlichen Hof nach Kopenhagen. Dort lernte Pirker den württembergischen Herzog Carl Eugen kennen, der sie zu einem Vorsingen an den württembergischen Hof einlud. 1750 erhielt sie an Carl Eugens Hof ein festes Engagement als erste Solistin in der neu eingerichteten Oper im Neuen Lusthaus in Stuttgart. Joseph Franz Pirker wurde zwei Jahre später als Kapellmeister eingestellt. Das Ehepaar lebte dort mit seinen drei Töchtern. Marianne Pirker wurde in dieser Zeit eine enge Vertraute der Ehefrau Carl Eugens, der Herzogin Friederike.
Als es 1756 zu einer Krise innerhalb der herzoglichen Ehe kam, wurde Marianne Pirker vorgeworfen, der Herzogin von den außerehelichen Eskapaden ihres Mannes berichtet zu haben. Carl Eugen ließ das Ehepaar Pirker daraufhin ohne weitere Verhöre oder einen Prozess inhaftieren und auf die Festung Hohenasperg bringen, wo sie acht Jahre lang in Einzelzellen einsaßen. Als das Paar 1764 auf ein Gnadengesuch Maria Theresias von Österreich aus der Haft entlassen wurde, hatte Marianne Pirker schwere Schäden an Körper und Geist erlitten und ihre Stimme verloren.
Das Ehepaar musste nach seiner Entlassung innerhalb von 24 Stunden Württemberg verlassen. In Eschenau fanden sie bei der Ortsherrschaft, der Familie von Killinger, zunächst Aufnahme im Eschenauer Schloss. Nach dem Tod des Schlossherrn Georg Friedrich von Killinger am 3. Juni 1766 zogen sie mit dessen Witwe Sophia nach Heilbronn in ein der Familie von Killinger gehörendes Haus. Sie verdienten ihren Lebensunterhalt mit Musikunterricht. Marianne Pirker starb am 10. November 1782 in Eschenau und wurde auf dem dortigen Friedhof begraben.

## Rezeption
Der Schriftsteller Karl Müller veröffentlichte unter dem Pseudonym Otfrid Mylius 1869 einen historischen Roman namens Die Irre von Eschenau, der an Marianne Pirkers Schicksal angelehnt ist.

## Rundfunk
- radioZeitreisen auf Bayern 2 von Dorothea Keuler: Eine Sängerin wird zum Schweigen gebracht. Die Primadonna Marianne Pirker “verschwindet” auf dem Hohenasperg, ausgestrahlt am 4. Oktober 2009